# Marcus Ward Lyon, Jr.
Marcus Ward Lyon, Jr. (05 tháng 2 năm 1875 - 19 tháng 5 năm 1942) là một nhà nghiên cứu động vật có vú, nhà vi khuẩn học, và nhà bệnh lý học người Mỹ. Ông sinh ra trong một gia đình quân đội, và sớm thể hiện sự quan tâm của mình về động vật học bằng cách thu thập động vật hoang dã địa phương xung quanh các điểm đóng quân của cha mình. Ông tốt nghiệp Đại học Brown vào năm 1897, và tiếp tục công tác nghiên cứu của mình tại Đại học George Washington, trong khi làm việc bán thời gian tại Bảo tàng Quốc gia Hoa Kỳ (USNM). Đồng thời, ông giảng dạy tại Trường Đại học Y khoa Howard và sau đó là Trường Đại học Y khoa George Washington. Ông nhận bằng Tiến sĩ từ Đại học George Washington vào năm 1913. Năm 1919, ông và vợ của ông, Martha, di chuyển đến South Bend, Indiana, để tham gia một phòng khám mới mở.
Trước khi di chuyển, Lyon đã xuất bản nhiều bài báo về động vật có vú, cả trong và sau khi nhiệm kỳ của ông tại USNM. Trong các bài báo, ông đã chính thức được mô tả sáu loài, ba chi, và một họ. Khi ở Nam Bend, ông bắt đầu công bố các nghiên cứu y tế, quá, nhưng vẫn tiếp tục công việc của mình ở động vật có vú, đặc biệt tập trung vào các động vật địa phương của Indiana. Ông đã xuất bản hơn 160 bài bái trong suốt sự nghiệp của mình.